# Nicola Ruffoni
Nicola Ruffoni (* 14. Dezember 1990 in Brescia) ist ein italienischer Radrennfahrer.

## Karriere
Das Rennen Giro delle Tre Provincie gewann er 2012. Ruffoni gewann im Jahr 2013 zwei Etappen des Giro della Regione Friuli Venezia Giulia und das Straßenrennen der Mittelmeerspiele. Zum Ende der Saison fuhr er beim Professional Continental Team Bardiani als Stagiaire, bei dem er ab der Saison 2014 einen regulären Vertrag erhielt.
Für seine neue Mannschaft gewann Ruffoni 2014 eine Etappe der Tour du Poitou-Charentes, 2016 zwei Etappen der Österreich-Rundfahrt und das Eintagesrennen GP Beghelli sowie 2017 zwei Etappen und die Punktewertung der Kroatien-Rundfahrt.
Vor dem anschließenden Giro d’Italia 2017 wurde er ebenso wie sein Teamkolloge Stefano Pirazzi auf ein Derivat verbotener Wachstumshormone getestet und einen Tag vor Beginn des Rennens durch den Weltverband UCI wegen Dopingverdachts suspendierte ihn. Eine am 14. Dezember 2017 vom UCI Anti-Doping Tribunal ausgesprochene vierjährige Sperre bis zum 3. Mai 2018 wurde im November 2018 vom Court of Arbitration for Sport bestätigt.

## Erfolge
2013
- zwei Etappen Giro della Regione Friuli Venezia Giulia
- Mittelmeerspiele – Straßenrennen

2014
- eine Etappe Tour du Poitou-Charentes

2016
- zwei Etappen Österreich-Rundfahrt
- GP Beghelli

2017
- zwei Etappen und Punktewertung Kroatien-Rundfahrt